# Tim Hightower
Timothy „Tim“ Michael Hightower (* 23. Mai 1986 in Santa Ana, Kalifornien) ist ein ehemaliger US-amerikanischer American-Football-Spieler auf der Position des Runningbacks. Er spielte bei den Arizona Cardinals, den Washington Redskins sowie den New Orleans Saints in der National Football League (NFL).

## College
Hightower spielte von 2004 bis 2007 für die Spiders, das Team der University of Richmond. In seiner letzten Saison stellte er mit 1.924 erlaufenen Yards und 20 Touchdowns Schulrekorde auf.

## NFL

### Arizona Cardinals
Hightower wurde beim NFL Draft 2008 in der 5. Runde von den Arizona Cardinals ausgewählt und konnte sich in diesem Team sofort etablieren. So erzielte er bereits in seinen ersten beiden Spielen je einen Touchdown und sicherte den Cardinals durch die entscheidenden Punkte im NFC Championship Game die erste Teilnahme am Super Bowl überhaupt. Der Super Bowl XLIII selbst ging allerdings gegen die Pittsburgh Steelers verloren. Auch in den beiden folgenden Saisons zeigte er mit 598 bzw. 736 erlaufenen Yards und 8 bzw. 5 Touchdowns solide Leistungen.

### Washington Redskins
Am 31. Juli 2011 wurde Bush für den Defensive End Vonnie Holliday und den Tausch von Draft-Rechten in der 6. Runde an die Washington Redskins abgegeben. Nach 5 Spielen mit 321 erlaufenen Yards und insgesamt 2 Touchdowns war für ihn die Saison wegen eines Kreuzbandrisses vorzeitig zu Ende. Für die Saison 2012 erhielt er zunächst noch einen Vertrag, wurde aber, da sich seine Verletzung als hartnäckig erwies, noch in der Preseason ausgemustert.

### New Orleans Saints
Am 4. Januar 2015 wurde Hightower überraschend von den New Orleans Saints unter Vertrag genommen, er schaffte es zunächst auf den 53-Mann-Roster, wurde dann aber doch noch knapp vor Saisonstart wieder entlassen.
Am 3. Oktober 2015 wurde Hightower aufgrund einer schweren Verletzung von Runningback Khiry Robinson wieder unter Vertrag genommen.
Auch in der Saison 2016 kam er regelmäßig zum Einsatz und konnte insgesamt 5 Touchdowns erzielen.

### San Francisco 49ers
Am 1. April 2017 unterschrieb er einen Vertrag bei den San Francisco 49ers. Noch vor Beginn der Regular Season wurde er aber wieder entlassen.

## Nach der aktiven Karriere
Im Dezember 2020 wurde bekanntgegeben, dass Hightower beim Washington Football Team die Position eines directors of alumni relations bekleiden soll. Als solcher ist er damit befasst den Kontakt zu ehemaligen Spielern zu pflegen, deren Erfahrungen für die heutige Organisation nutzbar zu machen und deren Meinung bezüglich der anstehenden Umbenennung des Teams einzuholen.